# Юссон, Оноре Жан Аристид
Оноре Жан Аристид Юссон (фр. Honoré Jean Aristide Husson; 1 июля 1803, Париж — 30 июля 1864, Мёдон) — французский скульптор.

## Биография
Родился в 1830 году в Париже. Учился в Высшей школе изящных искусств Парижа в мастерской Давида д’Анже.
В 1827 году получил Римскую премию второй степени в области скульптуры, а в 1830 году — Римскую премию первой степени, после чего получил возможность отправиться в Рим, где следующие несколько лет жил и учился во Французской академии на Вилле Медичи.
После возвращения во Францию регулярно выставлялся на ежегодном Парижском салоне, причём в 1837 году получил медаль Салона второй степени, а в 1848 году — медаль первой степени.
В 1853 году, накануне своего пятидесятилетия, сочетался браком с дамой по имени София Дезире Мария Трамбле.
Создал множество статуй для украшения ключевых парижских церквей, фасадов Лувра; Люксембургского дворца и Люксембургского сада. Для украшения одного из фонтанов на парижской Площади Согласия Юссон создал аллегорические скульптуры «Лето» и «Осень», а для украшения фасадов парижской ратуши (отеля-де-вилль) — статуи Вольтера и Байи (эти последние были разрушены в ходе событий Парижской коммуны, во время пожара, уничтожившего ратушу).
Скончался Юссон в 1864 году в Медоне.

## Галерея

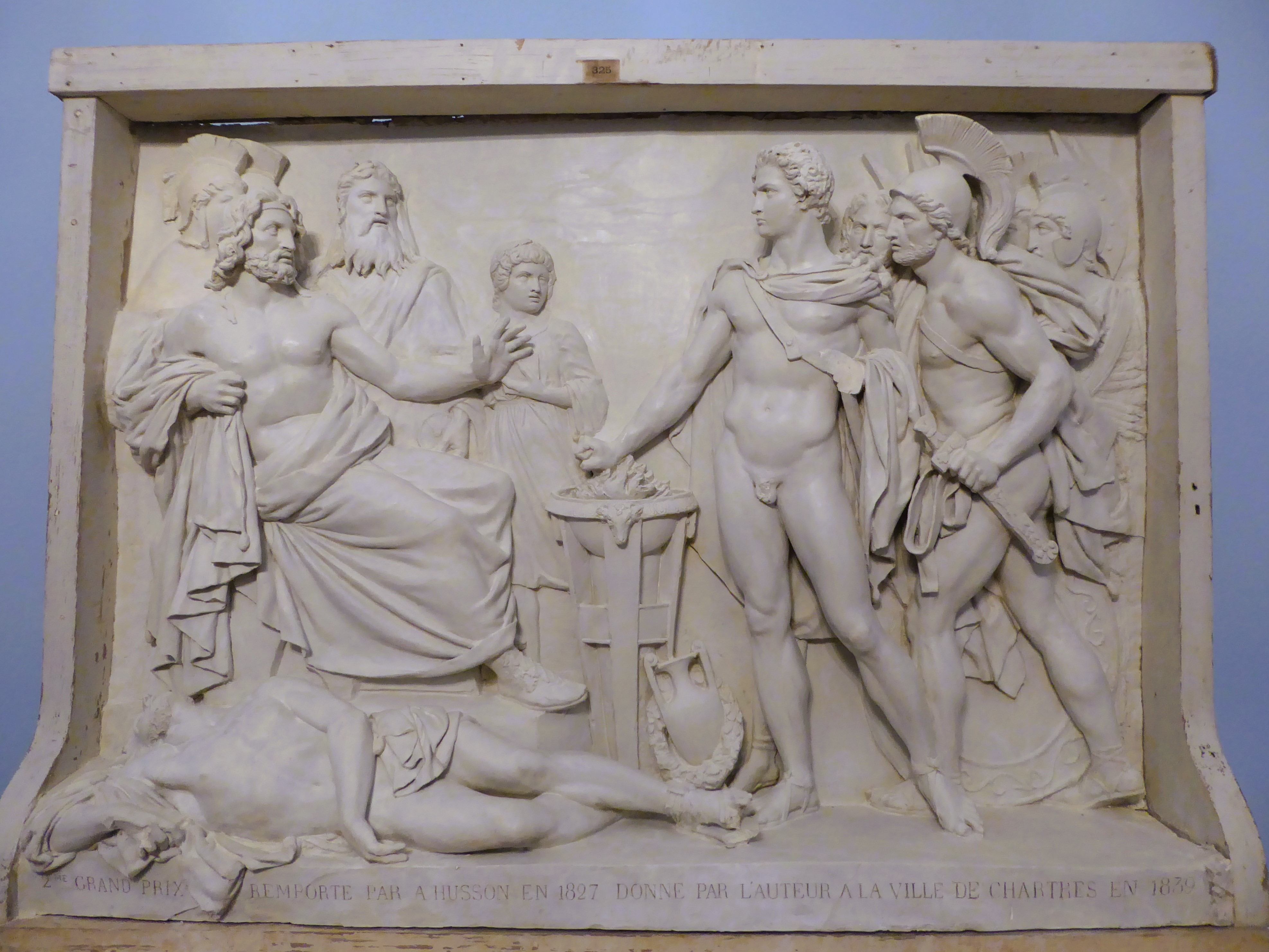
Гай Муций Сцевола перед Порсеной (1827), гипс, Шартрский музей изящных искусств.
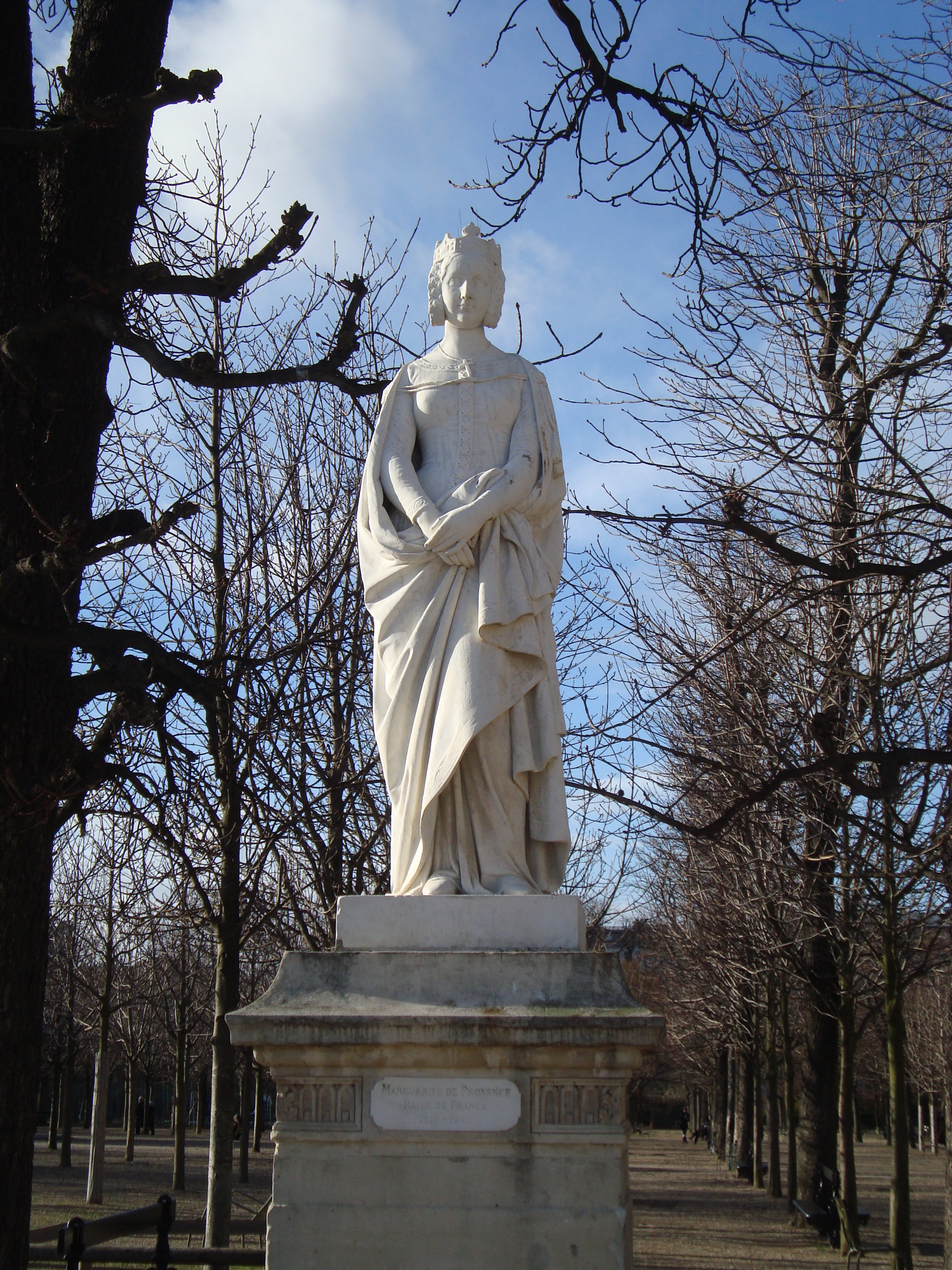
Маргарита Прованская (1847), Люксембургский сад, Париж.
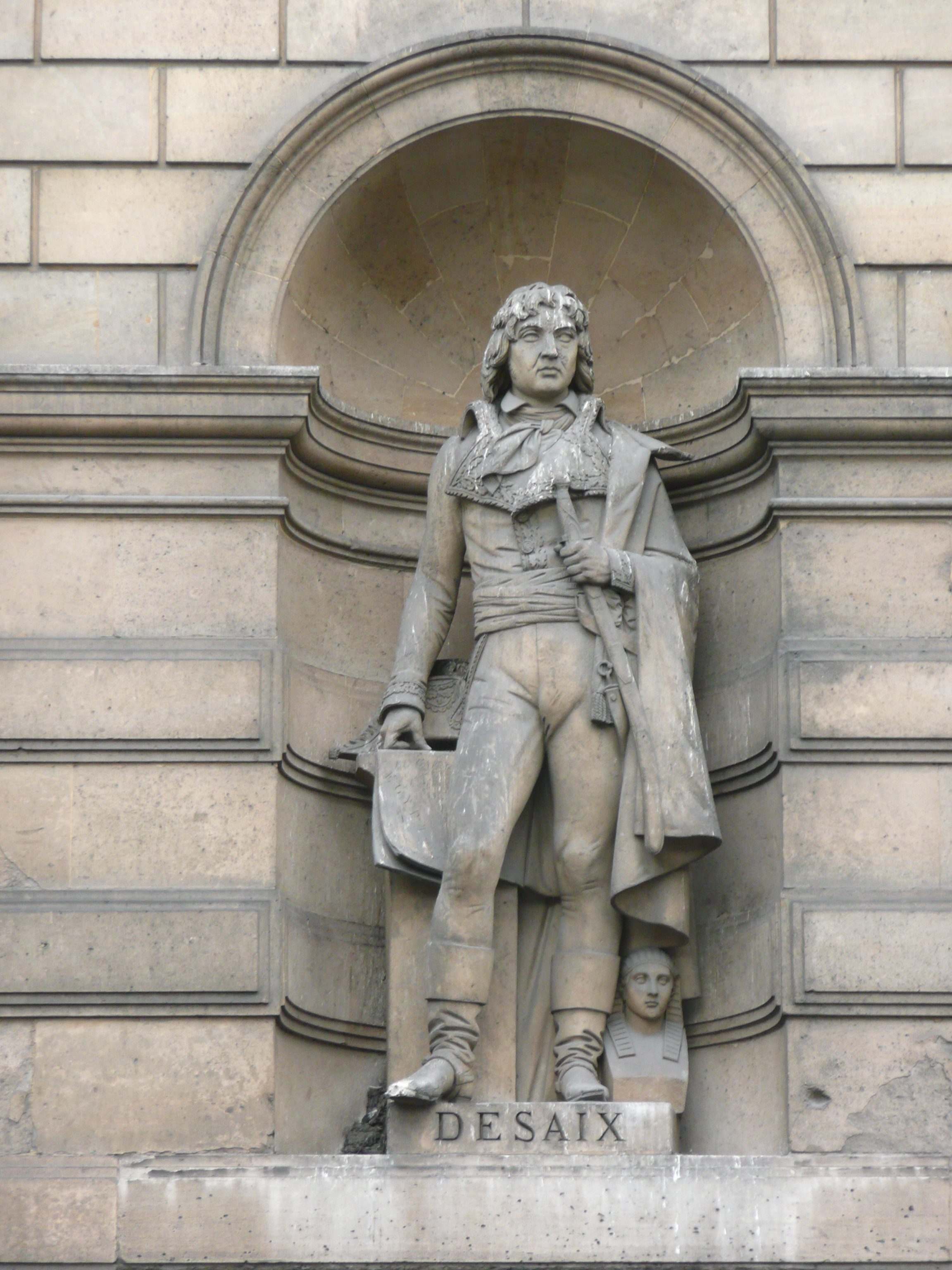
Генерал Дезе, Лувр (фасад)
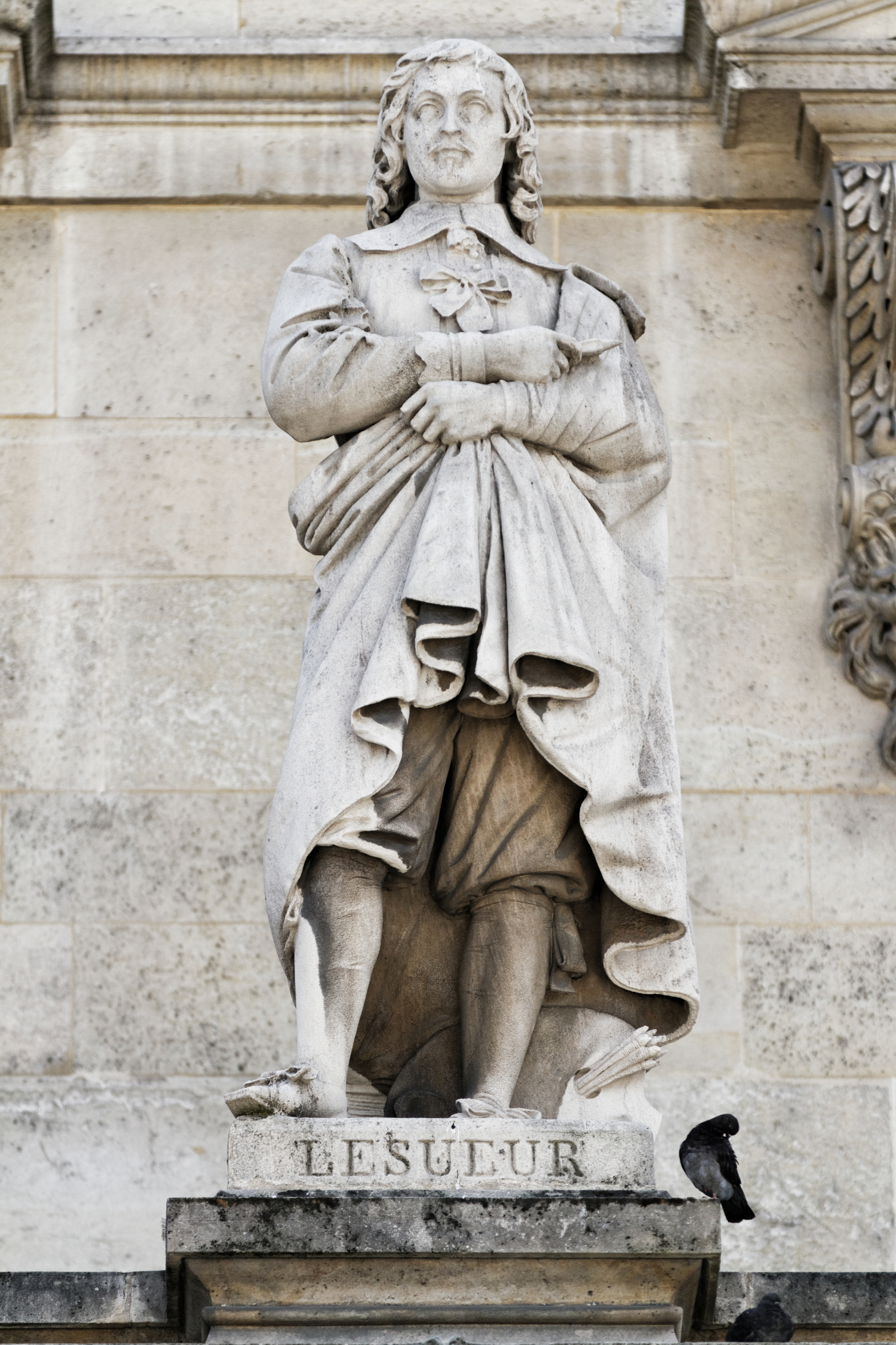
Художник Эсташ Лесюэр, Лувр (фасад)
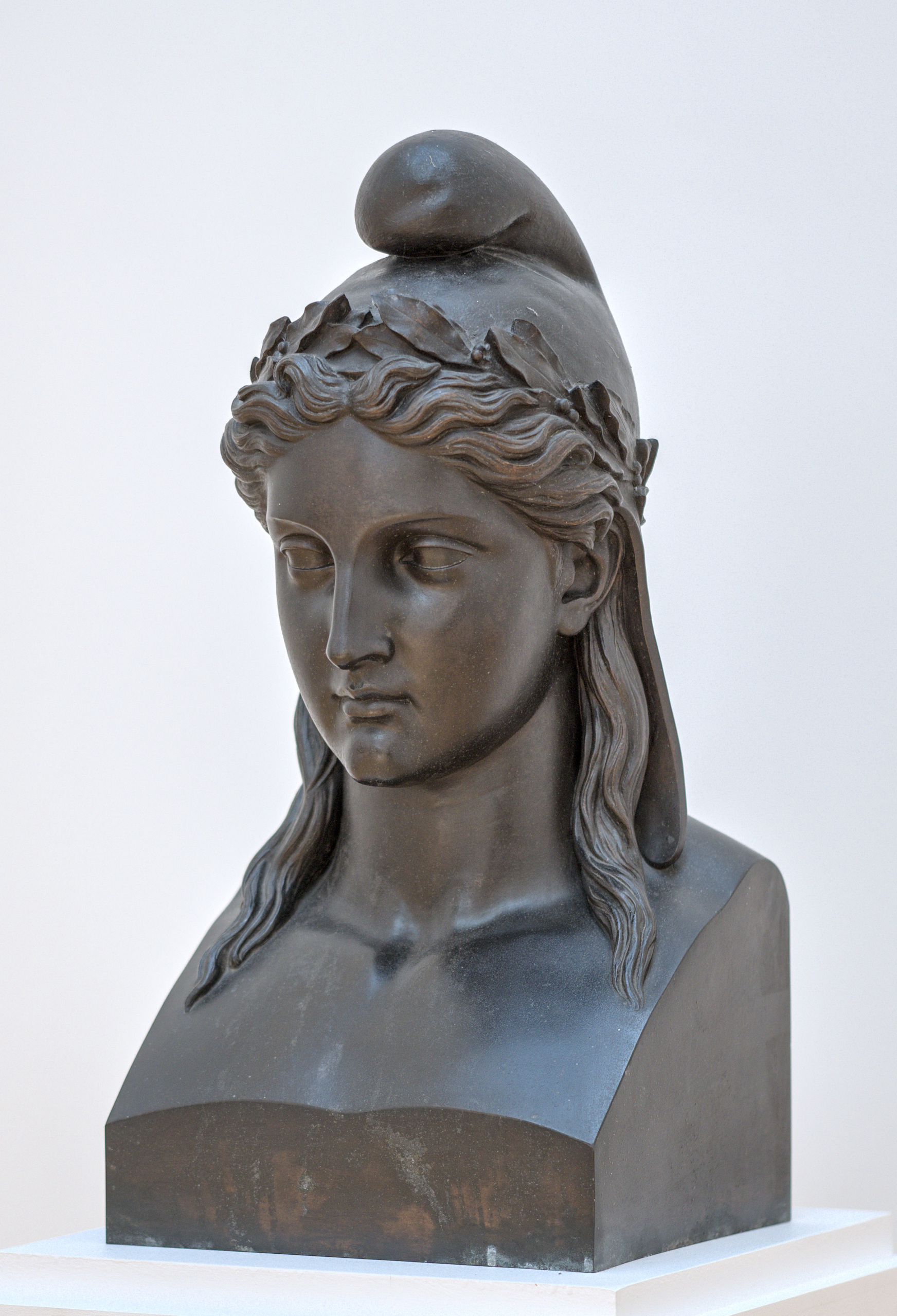
Республика (1848). Бронза, музей Роже-Кийо, Клермон-Ферран